# 弗拉姆奈斯角
弗拉姆奈斯角（英語：Framnaes Point），是南極洲的海岬，位於南喬治亞群島，處於斯特羅姆內斯灣北部，由挪威捕鯨者命名，該海岬由英國海外領土管轄。